# Domowe Melodie
Domowe Melodie – polski zespół muzyczny wykonujący muzykę alternatywną, założony w 2012. 2 grudnia 2018 zespół ogłosił zakończenie działalności.

## Historia zespołu

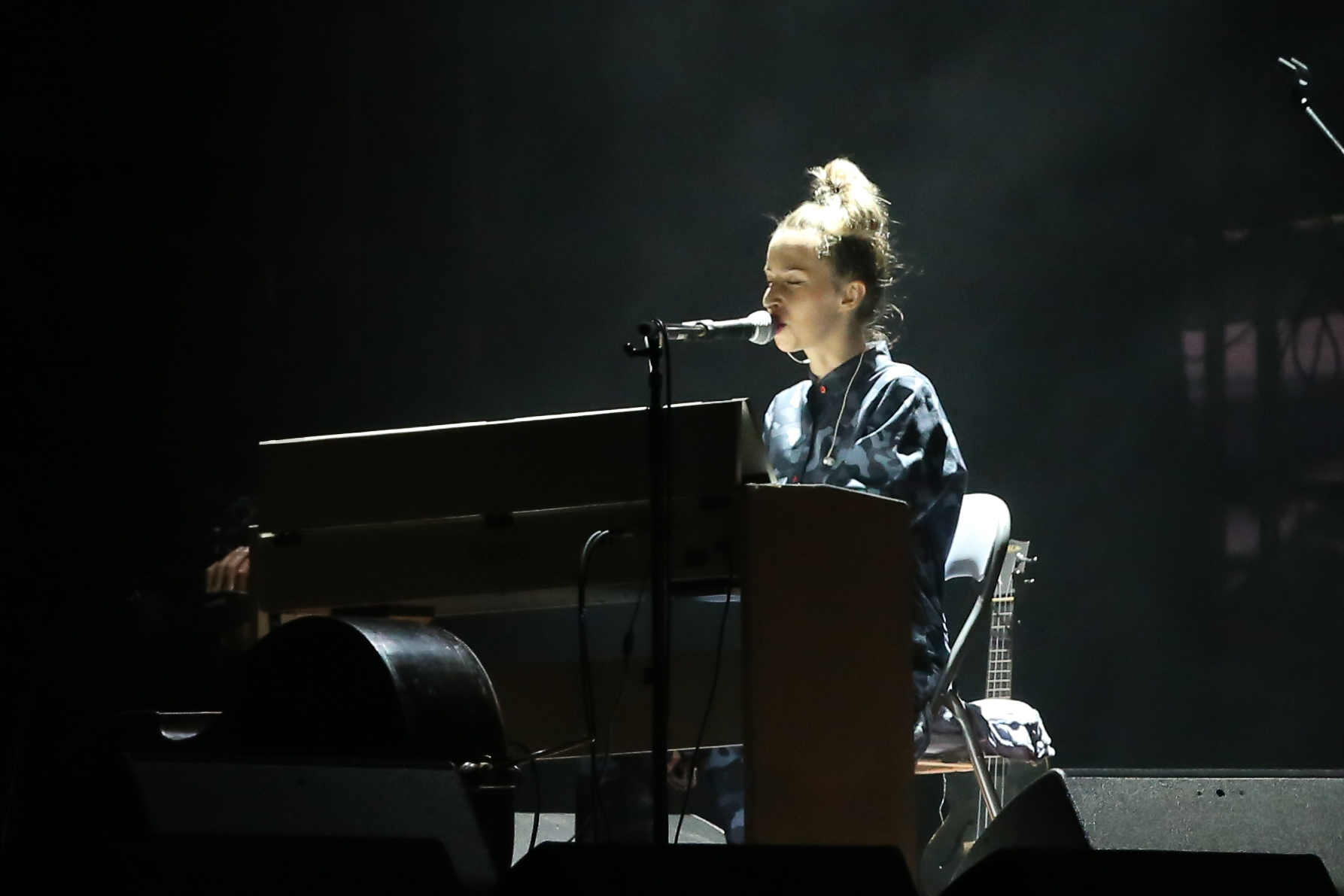
Justyna Chowaniak (2017)

Zespół powstał w 2012 roku z inicjatywy kompozytorki, wokalistki i pianistki Justyny „Jucho” Chowaniak, autorki tekstów i muzyki całego dorobku zespołu, która zaprosiła do współpracy Staszka Czyżewskiego (kontrabas, akordeon) i Kubę Dykierta (perkusja, gitara). W 2012 wydali swój debiutancki album studyjny, zatytułowany Domowe melodie. Ręcznie robione okładki z odciskiem po kubku z kawą, projektu Justyny „Jucho” Chowaniak, zdobyły wyróżnienie w plebiscycie Cover Awarts 2013. Pochodzący z płyty utwór Grażka zadebiutował na drugim miejscu Listy Przebojów Programu III Polskiego Radia, a w kolejnym tygodniu zdobył szczyt notowania. W 2013 zespół zagrał podczas trasy Męskiego Grania 2013. W czerwcu wystąpił podczas Halfway Festival w Białymstoku. W kolejnym miesiącu zagrał w Gdyni na festiwalu Heineken Open'er, na który powrócił także w 2014.
17 grudnia 2014 zespół wydał podwójny album, zatytułowany 3, na którym znalazły się łącznie 22 piosenki. W lipcu 2015 wystąpił podczas SLOT Art Festival w Lubiążu. W 2015 wystąpił na małej, a w 2017 – na dużej scenie festiwalu Przystanek Woodstock w Kostrzynie nad Odrą.
29 listopada 2017 zespół ogłosił zawieszenie, a  2 grudnia 2018 – zakończenie działalności.

## Dyskografia

### Albumy studyjne
- Domowe melodie (2012)
- 3 (2014)

## Nagrody i wyróżnienia
- 2013: Najlepsza Polska Trasa Koncertowa według użytkowników portalu Brand New Anthem[11]
- 2013: Singiel Roku według czytelników Onet.pl za utwór „Grażka”[11]
- 2013: laureaci Europejskiego Festiwalu Piosenki Autorskiej transVOCALE 2013[11][12]
- 2012: Uwalniacz 2012 (nagroda wortalu UwolnijMuzykę! za Najlepszy Polski Album 2012)[13]
- 2012: Debiut Roku według użytkowników portalu MusicIs[14]